# Терентьєв Ігор Герасимович
Ігор Герасимович Терентьєв (17 січня 1892, Павлоград — 17 червня 1937, Бутирська в'язниця, Москва) — російський поет, художник, театральний режисер, представник російського авангарду.

## Біографія та творчість
І. Г. Терентьєв народився в Павлограді, в родини поручика (згодом — полковника жандармерії) Герасима Львовича Терентьєва та дочки відставного ротмістра Єлизавети (Єлисавети) Михайлівни фон Дерфельден. Мав брата і двох сестер: Володимира (народився 17 /29 травня 1894 р.), Ольгу (народилася 28 квітня/11 березня 1897 р.) і Тетяну (народилася 18 /31 травня 1900 р.).
Вступив на юридичний факультет Харківського університету, 1912 року перевівся на юридичний факультет Московського університету, який закінчив 1914 року.
В 1916 році одружився й переїхав жити до дружини в Тифліс.
1918 року Терентьєв увійшов до футуристичної групи «41°», яку створив І. Зданевич. До неї також належали К. Зданевич, О. Кручоних та ін.
1922 року безуспішно намагався емігрувати, щоб возз'єднатись зі своєю сім'єю. Він вирушив до Константинополя, але до його приїзду візи у Францію, де влаштувалася Терентьєва, видавати перестали, і йому довелося повернутися назад.
Влітку 1923 Терентьєв переїхав до Петрограда. Працював у Музеї художньої культури (надалі — ДІНХУК) разом з К. Малевичем, М. Матюшиним, П. Філоновим. На початку 1924 приступив до режисерської роботи в Агітстудіі і в Червоному театрі, для якого написав і поставив п'єсу «Джон Рід» (прем'єра відбулася 24 жовтня 1924). Створив експериментальний Театр Будинку друку, в Шуваловському палаці на Фонтанці. Тут Терентьєв, який вважав себе учнем Мейєрхольда, поставив власну п'єсу «Вузлик», оперу «Джон Рід» (1926, композитор Володимир Кашницький), «Ревізор» Гоголя (одну з рецензій на постановку опублікував А. Піотровський), виставу «Наталя Тарпова» (за однойменним романом С. Семенова).
1928 року Терентьєв гастролював з Театром Будинку друку в Москві в Театрі Мейєрхольда. Гастролі пройшли успішно. А. Луначарський запропонував перевести театр до Москви, проте ні приміщення, ні грошей Терентьєв не отримав, трупа розпалася. Виїхав до України, ставив в Одесі «Дивака» Афіногенова, «Ревізора» в Харкові. Працював у Дніпропетровську в Російській драмі, створив Український молодіжний театр.
Арештований 1931 року в Дніпропетровську. За статтею 58 засуджений на 5 років. Відбував строк на Біломорканалі, звільнений достроково в 1934. Приїхав до Москви. Намагався, але не зміг влаштуватися на роботу в театр. Почав знімати фільм «Повстання каменів» про події громадянської війни в Керчі, але роботу завершити не зміг. Терентьєва запросили з агітбригадою за вільним наймом на канал Москва-Волга. На будівництво каналу приїжджав М. Горький, агітбригаду Терентьєва фотографував О. Родченко.
У травні 1937 Терентьєва арештували повторно. Розстріляли в Бутирській в'язниці.

## Театральні постановки
- «Ревізор» за п'єсою М. В. Гоголя, Ленінград, театр Будинку друку 1927
- « Луна-парк» — оперета, муз. Н. М. Стрельникова. Московський театр оперети. 1929 р